# Martin Collin

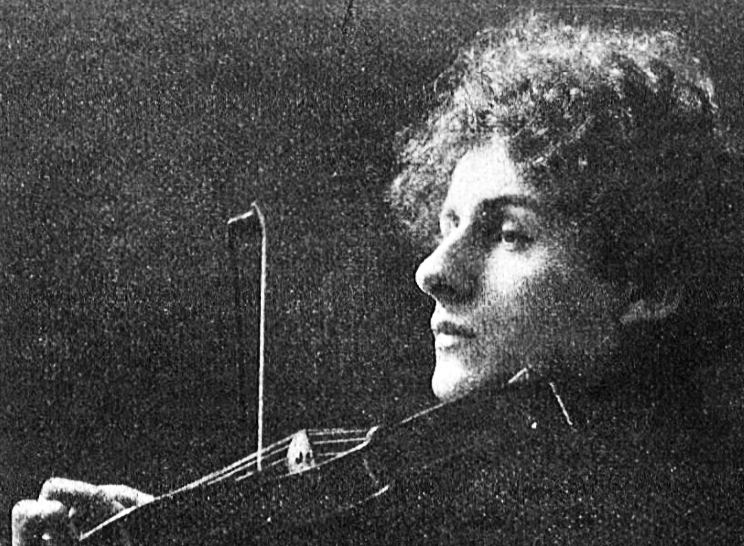
Martin Collin

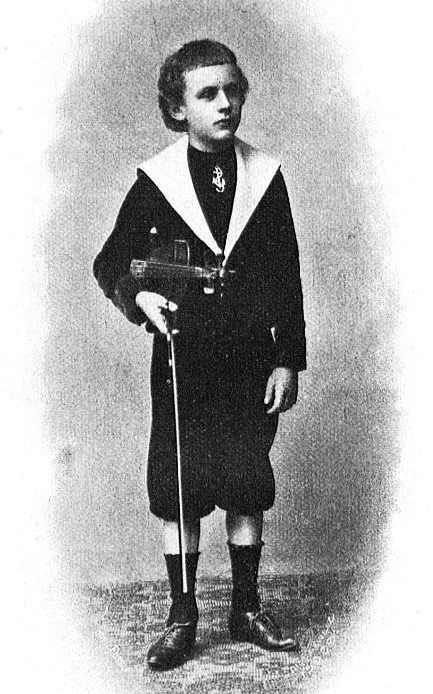
Martin Collin (1890)

Martin Collin (* 1. November 1882 in Stettin; † 13. Juli 1906 in Todtnau) war ein deutscher Violinist.

## Leben
Collin wuchs als Sohn eines Kapellmeisters, der am Stadttheater von Stettin arbeitete, und einer Mutter, die Sängerin war, zusammen mit drei Geschwistern in einem musischen Umfeld auf. In seiner Kindheit zog die Familie nach Nürnberg. Dort erhielt Collin mit sechs Jahren seinen ersten Violinunterricht bei dem Konzertmeister Blankensee. Seinen ersten großen Auftritt hatte Collin in Nürnberg am Karfreitag 1891. In der Hauptnummer wurde die Faust-Sinfonie mit Chor von Franz Liszt gegeben. Für diesen Großanlass wurde das Theater in einen Konzertsaal umgewandelt. Collin spielte ein D-Dur-Konzert von Charles-Auguste de Bériot mit Orchesterbegleitung. Der im Konzertsaal anwesende Franz Kaim wollte Collin nach München verpflichten und Hofrat Eugen Frankfurter eine Europatournee finanzieren. Aus Sorge um ihren Sohn lehnten die Eltern diese Angebote jedoch ab.
Bald darauf zog die Familie nach Straßburg. Dort besuchte Collin die Realschule. Heinrich Schuster, ein deutscher Violinist und Musikpädagoge, wurde sein Lehrer und Mentor. Als solcher setzte er sich dafür ein, dass Collin in das städtische Konservatorium aufgenommen wurde. Collin erhielt vom Statthalter im Reichsland Elsaß-Lothringen, Fürst Hermann zu Hohenlohe-Langenburg, und vom Straßburger Bürgermeister ein Stipendium.
Am 9. Dezember 1894 spielte Collin auf einer von Carlo Giuseppe Testore (1665–1738) 1732 angefertigten Violine das Konzert von Charles-Auguste de Bériot in A-Dur, und eine Elegie von Heinrich Wilhelm Ernst sowie die Spanischen Tänze von Pablo de Sarasate. Collin wurde auch „Geiger-Prinz“ und „Paganini II“ genannt.
1895 wurde Collins Vater als zweiter Kapellmeister an das Stadttheater Basel berufen. Im ersten Jahr spielte Collin im Sinfonieorchester Basel unter dem Konzertmeister Adolf Bargheer (1840–1901). Dieser war der Bruder von Carl Bargheer.
1898 stellte Hans Huber Collin ein Empfehlungsschreiben für die „Konzertgesellschaft Basel“ aus, die diese veranlassen sollte, Collin als Solisten zu engagieren. Ein Jahr später wurde Collin als Konzertmeister für die Sommersaison in Baden-Baden berufen. Dort hörte ihn Hugo Hermann, der ihn nach Frankfurt am Main verpflichten wollte, was er jedoch ablehnte. Zurück in Basel, erlaubte es sein Vater, dass er in Stuttgart bei Edmund Singer Violin- und bei Samuel de Lange (1840–1911) Kontrapunkt-Unterricht nahm.
Aus seiner Schwärmerei für Beethovens Streichquartette gründete er das „Collin-Quartett“. Diesem gehörten Alfred Weckherlin (Viola), Richard Heberlin (2. Violine), Alois Rieger (Cello) und Collin als Primgeiger an. Das Quartett trat mit großem Erfolg 1902 und 1904 an verschiedenen Orten in Bayern und in der Schweiz auf.
Während sein Vater 1902 nach siebenjähriger Tätigkeit am Stadttheater seine Anstellung als Kapellmeister kündigte und mit einer reisenden Schauspielgruppe in Holland und Russland auftrat, blieb Collin in Basel, wo er unter ärmlichen Bedingungen, u. a. litt er an Unterernährung, leben musste.
Nachdem er mit Freunden am 27. Mai 1906 ein erfolgreiches Konzert in der Kleinbasler Matthäuskirche gegeben hatte, erkrankte Collin schwer an einer zu spät behandelten Lungenentzündung.
Als er in Todtnau zur Kur war, verstarb er am 13. Juli 1906 in den Armen seines zufällig anwesenden Vaters. Martin Collin wurde am 15. Juli 1906 auf dem Friedhof von Todtnau beerdigt.